# El Rubio
El Rubio er en by og kommune i det sydlige Spanien i provinsen Sevilla. Den har et indbyggertal på 3.290 (2024) indbyggere.